# المحكمة الدستورية الإسبانية
المحكمة الدستورية الإسبانية هي محكمة مستقلة عن سلطات الدولة الأخرى بمن فيها القضاء، أنشئت من قبل الدستور الإسباني لعام 1978 باعتبارها المفسر الأعلى لمضامينه كما جرى تعريفها في الجزء التاسع منه، حيث تخول لها سلطة تحديد دستورية الأفعال والقوانين التي تصدرها أي هيئة عامة أو مركزية أو إقليمية أو محلية في إسبانيا.
تخضع المحكمة للقانون الأساسي 2/1979 (قانون المحكمة الدستورية المؤرخ 3 أكتوبر 1979). وتتألف من 12 قاضياً يعينهم الملك بناءً على اقتراح من عدة هيئات دستورية. وتعتبر المحكمة أعلى سلطة تقاضي في جميع المسائل القضائية.
منذ عام 2017، يعتبر رئيس المحكمة الدستورية هو خوان خوسيه غونزاليس ريفاس.

## الاختصاص
يخول للمحكمة الدستورية البت في دستورية القوانين أو الأفعال أو اللوائح التي تحددها البرلمانات الوطنية أو الإقليمية. كما يجوز لها أن تبت في دستورية المعاهدات الدولية قبل التصديق عليها، إذا طُلب منها من قبل الحكومة أو مجلس النواب أو مجلس الشيوخ. كما يشرع الدستور للمواطنين التقدم بطلب استئناف إلى المحكمة الدستورية للحماية من الأفعال الحكومية التي تنتهك «حقوقهم أو حرياتهم الأساسية».
يمكن للأفراد المعنيين بشكل مباشر فقط وبعد استنفاد كافة الطعون القضائية تقديم هذا الاستئناف، الذي يُطلق عليه اسم «نداء الحماية». كما يجوز للمسؤولين الحكوميين، وتحديداً «رئيس الحكومة، محاميوا الشعب، خمسون عضواً في الكونغرس، خمسون عضواً من مجلس الشيوخ، والهيئة التنفيذية للمجتمعات ذات الحكم الذاتي، وعند الاقتضاء جمعيته كذلك»، الطلب من المحكمة تحديد دستورية القانون. كما يجيز قانون الانتخابات العامة الصادر في يونيو 1985 الطعن أمام هذه المحكمة في الحالات التي تستبعد فيها المجالس الانتخابية المرشحين من الانتخابات.
بالإضافة إلى ذلك، تتمتع المحكمة الدستورية بسلطة لمعاينة دستورية النصوص التي تحدد قوانين الحكم الذاتي وتسوية تنازع الاختصاص بين حكومتي المجتمع المركزي والحكم الذاتي، أو بين حكومتي مجتمعين مستقلين أو أكثر. نظرًا لأن العديد من الأحكام الدستورية المتعلقة بمسائل الحكم الذاتي غامضة ومتناقضة في بعض الأحيان، يمكن لهذه المحكمة أن تلعب دوراً حيوياً في التنمية السياسية والاجتماعية في إسبانيا.
لا يمكن استئناف قرارات المحكمة الدستورية.

## التكوين
تتكون المحكمة الدستورية من اثني عشر قاضياً يزاولون عملهم فيها لمدة تسع سنوات. يتم ترشيح أربعة منهم من قبل مجلس النواب، وأربعة من قبل مجلس الشيوخ، واثنان من قبل السلطة التنفيذية للحكومة، واثنان من قبل المجلس العام للقضاء؛ بعد الموافقة الرسمية للملك.
يحدد الدستور حداً أدنى من الخبرة للترشح في مناصبها قيدت بخمسة عشر عاماً في المجالات المتعلقة بالفقه القانوني، بما في ذلك «القضاة والمدعين العامين وأساتذة الجامعات والموظفين العموميين والمحامين» ويجب ألا يشغل هذا المنصب بشكل متزامن مع منصب اخر قد ينتقص من حياديته واستقلاله، مثل الانضمام في حزب سياسي أو منصب تمثيلي.
من بين قضاة المحكمة، يُنتخب الرئيس لمدة ثلاث سنوات، ويساعده نائب الرئيس، وهو أيضًا قاضي وأمين عام يكون مسؤولاً عن الإشراف على موظفي المحكمة.

### القضاة الحاليون
تتكون المحكمة الدستورية حاليًا من رئيسها خوان خوسيه غونزاليس ريفاس، ونائبه ماريا إنكارنا روكا ترياس وعشرة قضاة (يمكن أن يكونوا قضاة أو فقهاء يتمتعون بخبرة ذات صلة).
| القاضي | القاضي                                                           | الجهة المرشحة                    | تاريخ بدء الخدمة                  | المنصب السابق (الأحدث قبل الانضمام إلى المحكمة)                                                                   |      |                                                            |                      |                                   |                                      |
| ------ | ---------------------------------------------------------------- | -------------------------------- | --------------------------------- | --- | ---- | ---------------------------------------------------------- | -------------------- | --------------------------------- | ------------------------------------ |
| القاضي | القاضي                                                           | الجهة المرشحة                    | تاريخ بدء الخدمة                  | المنصب السابق (الأحدث قبل الانضمام إلى المحكمة)                                                                   | 07 ! | خوان خوسيه غونزاليس ريفاس مايو 10, 1951 آبلة، قشتالة وليون | مجلس النواب الإسباني | يوليو 21, 2012 12 سنوات و243 أيام | المحكمة العليا الإسبانية (2005–2012) |
| 09 !   | ماريا انكارنا روكا ترياس أبريل 26, 1944 برشلونة، كتالونيا        | مجلس النواب الإسباني             | يوليو 21, 2012 12 سنوات و243 أيام | قاضية دائرة القانون المدني بالمحكمة العليا (2005-2012)                                                            |      |                                                            |                      |                                   |                                      |
| 03 !   | أندريس أوليرو تاسارا مايو 15, 1944 إشبيلية، الأندلس              | مجلس النواب الإسباني             | يوليو 21, 2012 12 سنوات و243 أيام | أستاذ فلسفة القانون في جامعة الملك خوان كارلوس (2003–2012)                                                        |      |                                                            |                      |                                   |                                      |
| 02 !   | فرناندو فالديس دال ري أبريل 22, 1945 بلد الوليد، قشتالة وليون    | مجلس النواب الإسباني             | يوليو 21, 2012 12 سنوات و243 أيام | أستاذ قانون الشغل في جامعة كمبلوتنسي بمدريد (1991–2012)والمستشار للمجلس الاقتصادي والاجتماعي الإسباني (2005–2012) |      |                                                            |                      |                                   |                                      |
| 01 !   | سانتياغو مارتينيز فاريس غارسيا مارس 7, 1942 سانتاندير، كانتابريا | المجلس العام للقضاء              | يونيو 13, 2013 11 سنوات و281 أيام | رئيس غرفة القانون الإداري في محكمة العدل العليا في الأندلس (1995–2013)                                            |      |                                                            |                      |                                   |                                      |
| 01 !   | خوان أنطونيو شيول ريوس سبتمبر 24, 1946 برشلونة، كتالونيا         | General Council of the Judiciary | يونيو 13, 2013 11 سنوات و281 أيام | رئيس غرفة القانون المدني بالمحكمة العليا (2005–2013)                                                              |      |                                                            |                      |                                   |                                      |
| 05 !   | بيدرو غونزاليس-تريفيانو مارس 13, 1958 مدريد، منطقة مدريد         | حكومة إسبانيا                    | يونيو 13, 2013 11 سنوات و281 أيام | مدير جامعة الملك خوان كارلوس (2002–2013)                                                                          |      |                                                            |                      |                                   |                                      |
| 01 !   | ريكاردو إنريكيز سانشو 1944 مدريد، منطقة مدريد                    | مجلس الشيوخ الإسباني             | مارس 18, 2014 11 سنوات و3 أيام    | عضو مجلس إدارة المحكمة العليا (2004–2014)                                                                         |      |                                                            |                      |                                   |                                      |
| 01 !   | أنطونيو نارفيز رودريغيز فبراير 23, 1958 بطليوس، إكستريمادورا     | حكومة إسبانيا                    | يوليو 9, 2014 10 سنوات و255 أيام  | ملازم أول بالمحكمة العليا (2013–2014)                                                                             |      |                                                            |                      |                                   |                                      |
| 01 !   | ألفريدو مونتويا ميلغار سبتمبر 25, 1937 مدريد، منطقة مدريد        | مجلس الشيوخ الإسباني             | مارس 11, 2017 8 سنوات و10 أيام    | أستاذ متقاعد في قانون الشغل والضمان الاجتماعي                                                                     |      |                                                            |                      |                                   |                                      |
| 01 !   | كانديدو كوندو بومبيدو سبتمبر 22, 1949 لا كورونيا، جليقية         | مجلس الشيوخ الإسباني             | مارس 11, 2017 8 سنوات و10 أيام    | قاضي الدائرة الجنائية بالمحكمة العليا (2012–2017)                                                                 |      |                                                            |                      |                                   |                                      |
| 01 !   | ماريا لويس بالاغوار كاليخون 1953 ألمرية، الأندلس                 | مجلس الشيوخ الإسباني             | مارس 11, 2017 8 سنوات و10 أيام    | أستاذ القانون الدستوري في جامعة مالقة (1999–2017) وعضو المجلس الاستشاري للأندلس (2005–2017)                       |      |                                                            |                      |                                   |                                      |